# Robert Bresson
Robert Bresson (Bromont-Lamothe, 25 september 1901 – Parijs, 18 december 1999) was een Franse cineast.
In zijn leven maakte Bresson slechts dertien films. Dit beperkte oeuvre is vooral te wijten aan zijn gebrek aan commercieel succes en zijn eigenzinnigheid. Bresson wilde alles zelf doen en hield zich bewust afzijdig van de grote filmindustrie: met een handjevol vertrouwelingen werkte hij, met een laag budget, op afgelegen locaties jarenlang aan zijn eigen projecten. Hij regisseerde, produceerde en schreef alles zelf. Zijn films vergen een grote inspanning van de kijker. Hierdoor is zijn werk nooit echt doorgebroken bij het grote publiek, maar wordt hij in cinefiele kringen juist aanbeden.

## Biografie

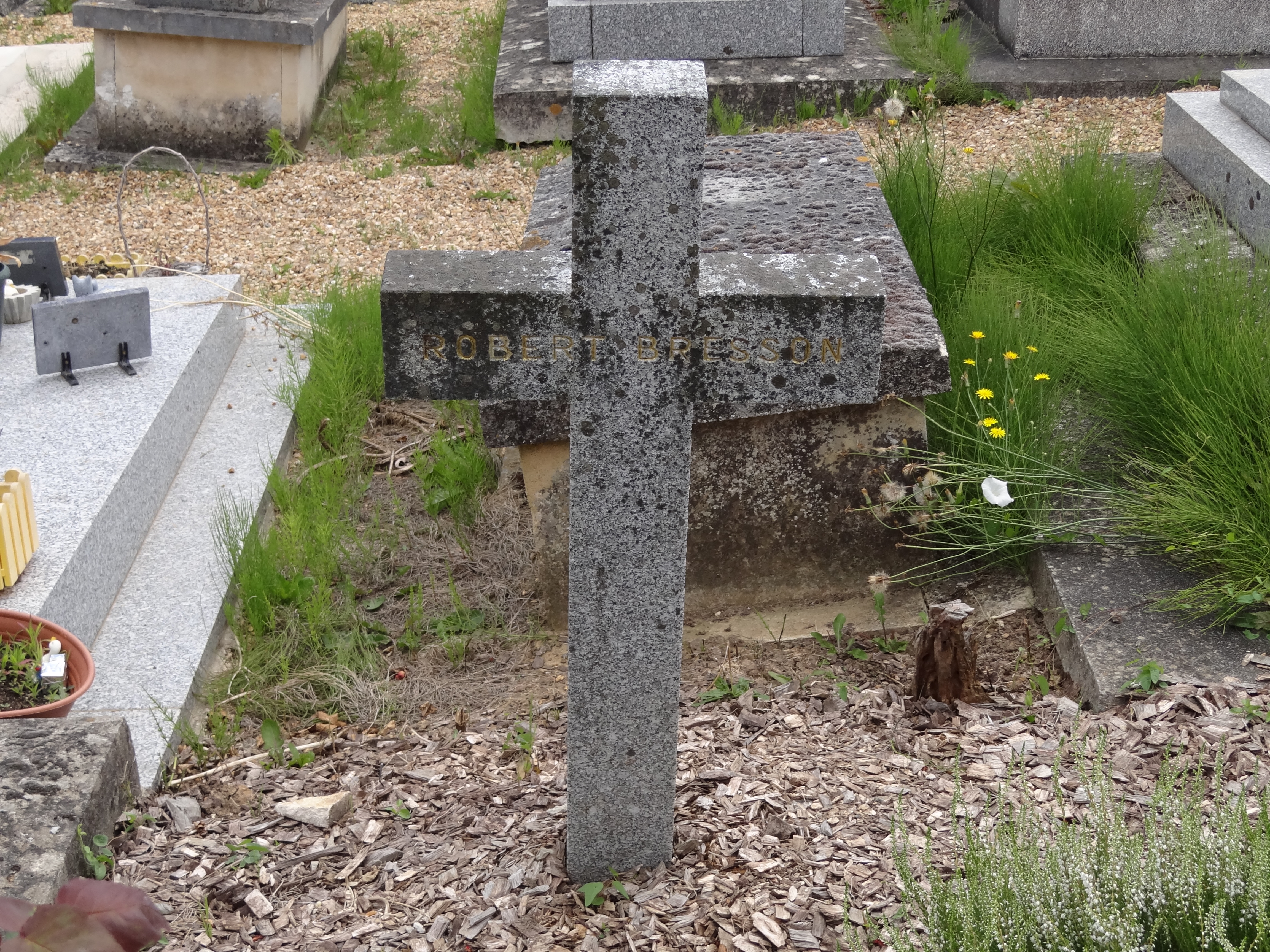
Graf van Robert Bresson

Bresson wilde aanvankelijk kunstschilder worden. Nadat hij de overstap maakte naar film bleef de schilderkunst een grote invloed op zijn werk. Hij vergeleek een film in zijn totaliteit ook wel met een schilderij, waarin elk afzonderlijk onderdeel van deze film (elk shot, elk geluid en alle inhoudelijke elementen samen) de compositie van dit schilderij vormden.
Bressons schildercarrière kwam vroegtijdig ten einde toen hij in 1941 door de Duitse bezetter gevangen werd genomen. Na een krijgsgevangenschap van drie jaar, keerde hij terug en ging zich volledig richten op het maken van films.
In 1945 verscheen zijn eerste film: Les Anges du péché, een drama dat zich afspeelde in een nonnenklooster. Al in deze eerste liet Bresson kenmerken van zijn unieke filmstijl zien; in de jaren daarna is hij die stijl alleen maar gaan perfectioneren.
Bresson trok voor het eerst wereldwijde aandacht met Journal d'un curé de campagne (1950), de film waarmee hij een Gouden Leeuw op het filmfestival van Venetië won.
Bresson bereikte zijn commerciële en artistieke hoogtepunt met Un condamné à mort s'est échappé (1956), een sterk autobiografische film waarin hij zijn ervaringen als krijgsgevangene verwerkte. Deze film bezorgde hem de Gouden Palm, voor beste regisseur op het filmfestival van Cannes. Een ander meesterwerk was Pickpocket (1959), een misdaadfilm die een grote invloed had op het werk van veel andere regisseurs. Zo wordt bijvoorbeeld het einde van die film ook geïmiteerd in American Gigolo van Paul Schrader (1987). In 1962 won hij de speciale juryprijs van Cannes voor Procès de Jeanne D'Arc.
In de jaren 70 sloeg Bresson een nieuwe weg in; hij ging experimenteren met de kleurenfilm. Vooral zijn eerste kleurenfilm, Une femme douce (1971), laat zijn opmerkelijke kleurgebruik zien. Helaas nam de belangstelling voor zijn films rond diezelfde periode sterk af.
Voor Bresson werd het steeds moeilijker om zijn films te financieren en het duurde jaren voordat er weer nieuwe films van hem kwamen. In 1983 verraste de toen 83-jarige Robert Bresson vriend en vijand met zijn buitengewoon heftige en nihilistische misdaadfilm L'Argent (1983). Niemand had verwacht dat een regisseur op zo'n hoge leeftijd nog zo'n progressieve en actuele film zou kunnen maken. L'Argent werd een cultfilm en wordt gezien als een meesterwerk.
Hierna begon Bresson aan een zeer ambitieuze poging om Genesis, het eerste hoofdstuk uit het Oude Testament van de Bijbel, te verfilmen. Bresson kon de productie niet financieren en ook bleek het idee filmtechnisch niet haalbaar.
Bresson overleed op 98-jarige leeftijd.

## De handelsmerken van Robert Bresson
Hoewel de films van Robert Bresson wat betreft verhaal en genre nogal verschillen, zijn ze zowel visueel als inhoudelijk toch heel duidelijk overeenkomstig met elkaar.

### Visuele kenmerken

#### Gebrek aan acteerwerk
Het meest opvallende en meest bijzondere kenmerk van Robert Bresson is het totale gebrek aan acteerwerk in zijn films.
Bresson wilde alleen werken met amateurspelers. De spelers kregen van Bresson de opdracht om dialogen uit te spreken en handelingen uit te voeren. Dit liet hij ze tot 50 keer toe herhalen, zodat ze het scenario na verloop van tijd eerder citeerden dan acteerden. Na een tijd leek het net alsof de acteurs onder hypnose waren en op die manier konden ze acteren zonder ook maar het minste spoor van emoties te vertonen. Bresson geloofde er namelijk in dat de kijker zelf moet bedenken wat een personage op dat moment voelt.
Volgens Bresson lag de emotie van een film in de manier van filmen en monteren en niet in het acteren. "Het verschil tussen toneel en film is dat je bij toneel de emoties via de acteurs ontvangt en dat je bij film de emoties via de techniek ontvangt. Ik wil dat de kijker door de beelden wordt geëmotioneerd en dat hij dan gaat bedenken wat de personages op dat moment voelen. Ik laat tijdens het filmen de scènes net zo vaak over doen totdat de acteurs absoluut geen emoties meer uitstralen".
Bresson hekelde het sterrendom, volgens hem raakt de kijker door een beroemde filmster meteen automatisch van tevoren beïnvloed over het karakter van het personage dat door hem gespeeld wordt. Daarom mochten de amateurspelers slechts eenmaal in een film van Bresson voorkomen, daarna had Bresson het liefst dat ze nooit meer in een film verschenen.
Het emotieloze, expressieloze acteerwerk is fascinerend om te zien en staat haaks op alles wat je eerder in andere films hebt gezien. De acteurs lopen als robots door het beeld, houden altijd een stijve pokerface en hebben een streepmond. Na een tijdje ga je zelf invullen wat voor gelaatsuitdrukkingen je op die lege gezichten zou willen invullen. Bresson noemde de acteurs: modellen die je zelf kan boetseren.

#### Weinig beelden
Een ander belangrijk kenmerk was dat Bresson met zo min mogelijk beelden zo veel mogelijk wilde vertellen. "Filmen is de kunst van het weglaten" is een veel gedane uitspraak van hem. Bresson werkte veel met symboliek en liet de belangrijkste handelingen buiten beeld. Door deze suggestieve manier van filmen werd de fantasie van de kijker geprikkeld en moest de kijker vaak zelf conclusies trekken.
Voorbeeld: Je ziet een opname van een donkere straat. Je hoort de voetstappen van twee personen. Plotseling volgt er een pistoolschot, hierna hoor je het geluid van een iemand die kreunt en op de grond valt. Daarna hoor je slechts de voetstappen van een persoon over straat lopen. De voeten van de persoon lopen het beeld in en je ziet een druppeltje bloed op de neus van zijn schoen zitten. De persoon veegt met de zool van zijn andere schoen het bloed eraf en loopt daarna weer heel rustig door. In het volgende shot zie je een begrafenis. De camera beweegt langzaam langs de voeten van de personen en komt dan uit bij dezelfde schoenen die in het vorige shot te zien waren. Als kijker trek je hieruit de volgende conclusie: twee personen liepen 's nachts over straat, de een schiet de ander dood en loopt daarna gewoon verder. Het slachtoffer wordt begraven en de moordenaar is op de begrafenis aanwezig. De moordenaar moet dus een bekende van het slachtoffer zijn, want anders wordt hij niet uitgenodigd op de begrafenis.
Op deze manier wist Bresson dus met slechts twee cameraopnamen(een donkere straat/de schoenen bij een begraafplaats) een verhaal te vertellen waar een andere regisseur misschien wel tien opnamen voor nodig had. Volgens Bresson moest een regisseur niet een verhaal vertellen met behulp van beelden, maar een reeks beelden laten zien en de kijker zelf het verhaal uit de beelden laten halen: "Een los shot van mijn film zegt helemaal niks, pas gecombineerd met andere beelden krijgt het een enorme zeggingskracht". De shots in de films van Bresson zijn zo goed uitgedacht en passen zelfs zo goed bij elkaar, dat bij het weghalen van een shot, het verhaal al onbegrijpelijk begint te worden. De hele structuur en het hele ritme van beelden valt weg bij het weghalen van een shot.
Met de combinatie van een minimaal aantal beelden, veel symboliek, veel suggestiviteit en buitenbeelds geluid, schreef Bresson een compleet nieuwe filmgrammatica. Deze manier van filmen wordt minimalisme genoemd.

#### Alleen details tonen
Naast met zo min mogelijk beelden een verhaal vertellen had Bresson nog een andere truc bedacht: slechts een gedeelte van de handeling laten zien. Bresson kaderde zijn shots een voor een heel nauwkeurig. Hij laat alleen krachtige details zien.
Wereldberoemd is de achtervolgingsscène uit L'Argent: De dief zit in een auto en wordt achterna gezeten door de politie. We zien slechts twee shots: dat van zijn voet die het gaspedaal indrukt en van zijn ogen in de achteruitkijkspiegel. De twee shots laten slechts een minimaal deel van de handeling zien, maar zijn gecombineerd met het geluid superkrachtig. Je hoort de sirene steeds dichterbij komen en de motor begint steeds harder te loeien. Dit zorgt voor een enorme spanning. Plotseling drukt de hoofdpersoon op de rem en komt de auto tot stilstand. Je ziet in het shot van de achteruitkijkspiegel de ogen van de hoofdpersoon sluiten. In het volgende shot zie je in close-up een sleutel in een groot slot gaan. Een gevangenisdeur, iedereen weet dat het over is.
Met deze techniek keerde Bresson eigenlijk terug naar zijn wortels als kunstschilder: in de schilderkunst is het gebruikelijk alleen maar een gedeelte van de handeling in beeld te brengen. In de filmkunst is het gebruikelijk om alles in beeld te brengen en alleen het overbodige uit beeld te laten. Dit komt doordat een schilder, om praktische redenen, zijn kaders andersdenkend invult dan een cameraman: Een schilder denkt wat zal ik in beeld brengen, een cameraman denkt wat zal ik uit beeld laten. Bresson bedacht dus eigenlijk zijn shots alsof hij een schilderij maakte.

#### Geluidseffecten in plaats van beelden
Een vierde kenmerk is dat in alle films van Bresson belangrijke gebeurtenissen vaak buiten beeld blijven en vervangen worden voor geluidseffecten. Een voorbeeld: in de film Mouchette rijdt een meisje op een fiets over een weg, tegenover haar komt een auto aan. De auto probeert haar te ontwijken. De camera volgt het meisje op de fiets terwijl je op de achtergrond het geluid van piepende banden, gierende remmen en tot slot een knal hoort. De auto is ergens tegen aan gereden. Bresson had ontdekt dat hij met deze techniek veel meer zeggingskracht had, dan alles gewoon laten zien.

#### Tijdssprongen
Bresson gebruikte ook veel grote tijdssprongen die hele gedeelten van de plot overslaan. alle details in het verhaal die overbodig zijn worden weggelaten. Voorbeeld hiervan is de openingsscène van Au hasard Balthazar: kinderen nemen een zwervende ezel mee, ze vragen aan hun moeder of ze het dier mogen houden. De moeder zegt "Nee". In een volgende scène zie je dat de kinderen de ezel al als huisdier hebben en dat de moeder het dus toch toestaat. Het verhaal draait om de vriendschap van de kinderen met de ezel, niet om waarom de moeder hen die ezel toch heeft laten houden.

#### Soberheid
Al zijn films hebben een extreem sobere, strakke vormgeving. Bresson was ervan overtuigd dat mooie decors, mooie kostuums en wilde kleuren de aandacht van het verhaal zouden afleiden en zo de boodschap verloren laten gaan. Al zijn films zouden met minimalistische decors en in monochroom zwart/wit gefilmd worden. Pas in zijn laatste films zou hij bleke kleuren gaan gebruiken.

#### Expressionisme
Naast minimalistisch zijn de films van Bresson ook expressionistisch, hetgeen wil zeggen: de emoties en gedachtes van personages worden via symboliek weergegeven.

### Inhoudelijke kenmerken
- Het eerste handelsmerk van Bressons films is spiritualiteit. Alle films van Bresson draaien om religie of hebben op hun minst religieuze symboliek. De personages in zijn films bevinden zich meestal in een geloofscrisis en komen vaak in aanraking met religieuze onderwerpen. Bresson wilde mensen aan het denken zetten over spirituele kwesties.
- Iedere film van Bresson heeft eenzelfde soort verhaal. In alle films draaien om een persoon die eenzaam is en worstelt met zijn geloof. Alle films zijn pessimistisch en gaan over toeval en lot: De hoofdpersoon raakt in de problemen door een oorzaak die niet zijn schuld is. Hij vraagt zich af waarom dit nu juist hem moet overkomen en gaat twijfelen terwijl de wereld om hem heen in beweging is. Het verliest zijn menselijkheid en moet kiezen tussen goed en kwaad, in de meeste gevallen lopen de films slecht af. Vaak is de persoon op zoek naar vrijheid.
- Volgens Bresson bestond de wereld uit niets dan chaos. Mensen zoeken structuur in die chaos, daarom bedenken ze religie of gaan ze op zoek naar doel in hun leven wat er niet is. Leven is lijden en lijden is zoeken naar de betekenis van het lijden.
- Naast minimalistisch zijn zijn films ook heel erg sociaal-realistisch. dit wil zeggen, dat zijn films gaan over de zwakkeren in de samenleving en dat hij mensen bewust probeert te maken van de armoede. Elke vorm van romantiek wordt hierbij overboord gegooid: geen kunstlicht, echt bestaande locaties, geen grime, niet-professionele acteurs en gewone mensen, geen helden.
- Zijn films zijn politiek links geëngageerd, dit wil zeggen: ze proberen je bewust te maken van de linkse politiek.
- Zijn films gaan altijd over duistere kanten van de menselijke natuur. Thema's als de dood, de waanzin van de oorlog, zinloos geweld, wraak enz.

## Filmografie
- 1943: Les Anges du péché
- 1945: Les Dames du bois de Boulogne
- 1951: Journal d'un curé de campagne
- 1956: Un condamné à mort s'est échappé
- 1959: Pickpocket
- 1962: Procès de Jeanne d'Arc
- 1966: Au hasard Balthazar
- 1967: Mouchette
- 1969: Une femme douce
- 1971: Quatre nuits d'un rêveur
- 1974: Lancelot du Lac
- 1977: Le Diable probablement
- 1983: L'Argent

### Bespreking
Als Bressons beste film wordt vaak Un condamné à mort s'est échappé uit 1956 genoemd, een oorlogsfilm waarin hij zijn eigen belevenissen als krijgsgevangene verwerkte. De film speelt zich grotendeels in een donkere cel af en wordt bijna volledig door geluidseffecten verteld.
Een andere vernieuwende film is Pickpocket uit 1959, een misdaadfilm over een zakkenroller. Hierin experimenteerde Bresson met het gebruik van close-ups; zo liet hij de diefstal van een portemonnee zien door alleen een close-up van de hand van de dief te laten zien.
In de jaren 1960 en 1970 werd het, door tegenvallende bioscoopcijfers, voor Bresson steeds moeilijker om nieuwe films te maken. Tussen zijn films zaten periodes van soms wel zes jaar. Zo maakte hij nog Mouchette (1964) over een klein meisje dat zelfmoord pleegt. Au hasard Balthazar (1968) over het leven van een plattelandsezel en Une femme douce (1971), zijn eerste kleurenfilm. Ook maakte Bresson twee films over middeleeuwse legendes: Procès de Jeanne D'Arc en Lancelot du Lac, een verfilming van het verhaal van koning Arthur.
Bressons laatste film was L'Argent (1983) een drama over een goedaardige man die slachtoffer wordt van de gewelddadige hebzuchtige samenleving en ten slotte zelf verandert in een moordenaar. Met deze laatste film bewees Bresson dat hij, ondanks zijn 82-jarige leeftijd, nog altijd een bijzondere film kon maken.

## Invloed van Bresson
Bressons werkwijze als geheel heeft nooit grootscheepse navolging gekregen. Wel is hij een belangrijke persoon geweest voor de ontwikkeling van het medium film. Veel van de door hem toegepaste vormen en stijlmiddelen zijn inmiddels gemeengoed, in zowel arthousefilms als in commerciële Hollywoodproducties.